# Синичино (Московская область)
Синичино — деревня в Можайском районе Московской области в составе Порецкого сельского поселения. Численность постоянного населения по Всероссийской переписи 2010 года — 7 человек. До 2006 года Синичино входило в состав Синичинского сельского округа.
Деревня расположена на западе района, примерно в 9 км к северу от Уваровки, по правому берегу речки Жезлянка, у её впадения в Лусянку, высота центра над уровнем моря 211 м. Ближайшие населённые пункты — Ширякино на западе и Бакулино на юге.